# Macronemurus loranthe
Macronemurus loranthe is een insect uit de familie van de mierenleeuwen (Myrmeleontidae), die tot de orde netvleugeligen (Neuroptera) behoort. 
Macronemurus loranthe is voor het eerst wetenschappelijk beschreven door Banks in 1911.